# Kota Batu (Bengkunat)
Kota Batu is een bestuurslaag in het regentschap Lampung Barat van de provincie Lampung, Indonesië. Kota Batu telt 1005 inwoners (volkstelling 2010).